# Phalangopsina palpata
Phalangopsina palpata is een rechtvleugelig insect uit de familie krekels (Gryllidae). De wetenschappelijke naam van deze soort is voor het eerst geldig gepubliceerd in 1969 door Lucien Chopard.